# 兰洋镇
兰洋镇，是中华人民共和国海南省儋州市下辖的一个乡镇级行政单位。

## 行政区划
兰洋镇下辖以下地区：
兰泉社区、兰洋村、水南村、大塘村、番开村、南报村、头竹村、南罗村、加老村、海孔村、番加村、番新村、番打村、番雅村、三雅村、兰兴村、鹿母湾林场和番加农场。